# Rebel Moon - Partie 2 : L'Entailleuse
Série
Rebel Moon - Partie 1 : Enfant du feu
Pour plus de détails, voir Fiche technique et Distribution.
Rebel Moon – Partie 2 : L'Entailleuse (Rebel Moon – Part Two: The Scargiver) est un film américain réalisé par Zack Snyder sorti en 2024 sur Netflix.
Il fait suite à Rebel Moon - Partie 1 : Enfant du feu sorti en 2023. Une version longue director's cut, intitulée Chapter Two: Curse of Forgiveness, est diffusée sur la plateforme en août 2024.

## Synopsis
Kora et les guerriers survivants se préparent à combattre pour défendre leur nouveau monde[Quoi ?], Veldt, aux côtés de son peuple et des agriculteurs contre le Royaume. Les guerriers révèlent leurs motivations à travers leur passé, alors que les forces du Royaume arrivent pour traquer et détruire la rébellion grandissante.

## Fiche technique
Sauf indication contraire, les informations mentionnées dans cette section peuvent être confirmées par la base de données cinématographiques IMDb,  présente dans la section « Liens externes ».
- Titre original complet : Rebel Moon – Part Two: The Scargiver
- Titre français : Rebel Moon - Partie 2 : L'Entailleuse
- Titre version longue : Chapter Two: Curse of Forgiveness
- Réalisation : Zack Snyder
- Scénario : Shay Hatten, Kurt Johnstad et Zack Snyder, d'après une histoire de Kurt Johnstad et Zack Snyder
- Musique : Tom Holkenborg
- Direction artistique : Brett McKenzie
- Décors : Stephen Swain
- Costumes : Stephanie Portnoy Porter
- Photographie : Zack Snyder
- Montage : Dody Dorn
- Production : Eric Newman, Deborah Snyder et Zack Snyder
  - Production déléguée : Sarah Bowen, Kurt Johnstad, Shay Hatten et Bergen Swanson
  - Coproductrice : Misha Bukowski
- Sociétés de production : The Stone Quarry et Grand Electric
- Société de distribution : Netflix
- Budget : 166 millions de dollars (pour les deux parties)[1]
- Pays de production :  États-Unis
- Langue originale : anglais
- Format : couleur
- Genre : science-fiction (space opera), aventure
- Durée : 122 minutes, 173 minutes (version longue director's cut)
- Date de sortie[2] :
  - Monde : 19 avril 2024 (Netflix)
  - Monde : 2 août 2024 (version longue, Netflix)
- Classification[3] :
  - États-Unis : PG-13
  - États-Unis : R (version longue director's cut)

## Distribution
- Sofia Boutella (VF : Audrey Sourdive) : Kora / Arthelais
- Djimon Hounsou (VF : Frantz Confiac) : général Titus
- Ed Skrein (VF : Laurent Maurel) : amiral Atticus Noble
- Michiel Huisman (VF : Marc Arnaud) : Gunnar
- Bae Doo-na (VF : Ludivine Maffren) : Nemesis
- Staz Nair (en) (VF : Jonathan Le Guillou) : Tarak
- Elise Duffy (VF : Claire Morin) : Millius
- Alfonso Herrera : commandant Cassius
- Anthony Hopkins (VF : Frédéric Cerdal) : Jimmy (voix)
- Ingvar E. Sigurðsson (VF : Philippe Crubézy) : Hagen
- Stuart Martin : Den
- Charlotte Maggi (en) (VF : Jaynelia Coadou) : Sam
- Sky Yang (VF : Antoine Ferey) : caporal Aris
- Fra Fee (en) (VF : Arnaud Bedouët) : régent Balisarius
- Cleopatra Coleman (VF : Aurélie Konaté) : Devra Bloodaxe
- Ray Fisher (VF : Mexianu Medenou) : Darrian Bloodaxe
- Cary Elwes (VF : Philippe Chaine) : le roi du Monde-Mère
- Rhian Rees : la reine du Monde-Mère
- Stella Grace Fitzgerald : la princesse Issa

## Production

### Genèse et développement
Le scénario s'inspire de l’œuvre d'Akira Kurosawa et des films Star Wars. Le projet Rebel Moon commence initialement comme une idée de scénario (un « pitch ») présentée à Lucasfilm quelque temps après la sortie de Star Wars, épisode III : La Revanche des Sith (2005), mais il est alors refusé. Le projet est à nouveau proposé après l'acquisition de 21st Century Fox par Disney. Il est ensuite repris par Zack Snyder avec l'aide du producteur Eric Newman. Un temps pensé comme une série télévisée, il est à nouveau prévu en film.
Après le succès de Army of the Dead (2021), Netflix donne le feu vert à la production du projet.

### Attribution des rôles
En novembre 2021, il est annoncé que Sofia Boutella a été engagée pour l'un des rôles principaux.
En février 2022, cette dernière est rejointe par Charlie Hunnam, Djimon Hounsou, Ray Fisher, Jena Malone, Staz Nair, Doona Bae, Stuart Martin et Rupert Friend,. En avril de la même année, Cary Elwes, Corey Stoll, Michiel Huisman ou encore Alfonso Herrera rejoignent également la distribution.

### Tournage
Le tournage commence le 19 avril 2022. Le réalisateur partage les premières images sur son compte Twitter. Les prises de vues s'achèvent en novembre de la même année,.
D'une durée de 117 jours, le tournage se déroule en Californie, où la production bénéficie d'un important crédit d'impôt. Il est notamment filmé dans le Comté d'Inyo, en particulier à Lone Pine.

### Version initiale et versiondirector's cut
Pour élargir les audiences, Netflix demande au réalisateur de créer plusieurs montages des deux parties : une version PG-13 (déconseillée aux moins de 13 ans) pour le grand public ainsi qu'une version director's cut classée R-Restricted (les moins de 17 ans doivent être accompagnés),.
Zack Snyder annonce que le film aurait une version longue classée R-Restricted, plus violente et sombre donc que la version classique PG-13,. Il déclare : « Il ne s'agit pas d'une version longue de Rebel Moon, c'est un film très différent. C'est presque un univers différent dans lequel vit ce film. Toutes mes Director's Cuts sont une réponse aux exigences que l'on m'a imposées pour la version cinéma, n'est-ce pas ? Pour Rebel Moon, cette demande n'a jamais été formulée. Nous savions qu'il s'agirait d'un film pensé pour un public à partir de 13 ans. Au fond de moi, j'ai toujours voulu qu'il soit classée R, mais quand on prend conscience de l'ampleur et du coût d'un film, on se dit que ce n'est pas très responsable d'avoir cette exigence. »

### Bande originale
Tout comme la 1re partie, Tom Holkenborg compose la musique du film. Il retrouve le réalisateur après Batman v Superman : L'Aube de la justice (2016), Zack Snyder's Justice League et Army of the Dead (tous les deux en 2021).
Il compose la plupart de la musique sur le plateau en Californie. La musique est ensuite enregistrée aux studios Abbey Road de Londres entre août et octobre 2023.

## Accueil

### Sortie limitée et diffusion
Rebel Moon - Partie 2 : L'Entailleuse est diffusé sur Netflix dès le 19 avril 2024.

## Projet de suites
Avant même la sortie du film, Zack Snyder évoque l'idée d'une franchise : « Mon espoir est que cela devienne également une franchise massive et un univers qu'on pourrait construire. » En février 2022, il est révélé que son film sera constitué de deux parties, tournées simultanément.